# Oberonia longifolia
Oberonia longifolia är en orkidéart som beskrevs av Henry Nicholas Ridley. Oberonia longifolia ingår i släktet Oberonia och familjen orkidéer. Inga underarter finns listade i Catalogue of Life.